# سوني 1 m5
سوني Xperia 1 V هو هاتف ذكي يعمل بنظام أندرويد، تم تصنيعه بواسطة شركة سوني. أُطلق الهاتف في 11 مايو 2023 ليكون خلفًا لـ Xperia 1 IV كأحدث هاتف رائد في سلسلة Xperia. تم الإعلان عن الجهاز إلى جانب هاتف Xperia 10 V متوسط المواصفات، مع تواريخ إصدار متوقعة في يونيو 2023 للأسواق اليابانية والأوروبية، ويوليو 2023 للسوق الأمريكية.
يُعد Xperia 1 V آخر هاتف في سلسلة Xperia يحتوي على شاشة بدقة 4K، حيث اختار خليفته، Xperia 1 VI، استخدام شاشة LTPO FHD+ بدلاً من ذلك.

## الملاحظات
- يُقرأ رقم الإصدار الروماني في اسم الهاتف "Mark V" (مارك فايف).